# Pedaliodes leucoheilos
Pedaliodes leucoheilos är en fjärilsart som beskrevs av Frederick DuCane Godman och Osbert Salvin 1880. Pedaliodes leucoheilos ingår i släktet Pedaliodes och familjen praktfjärilar. Inga underarter finns listade i Catalogue of Life.